# 宝海天神社
宝海天神社（ほうみてんじんしゃ）は、愛知県田原市保美町下地に建つ神社である。祭神は細美御前、菅原道真、誉田別命。

## 概要

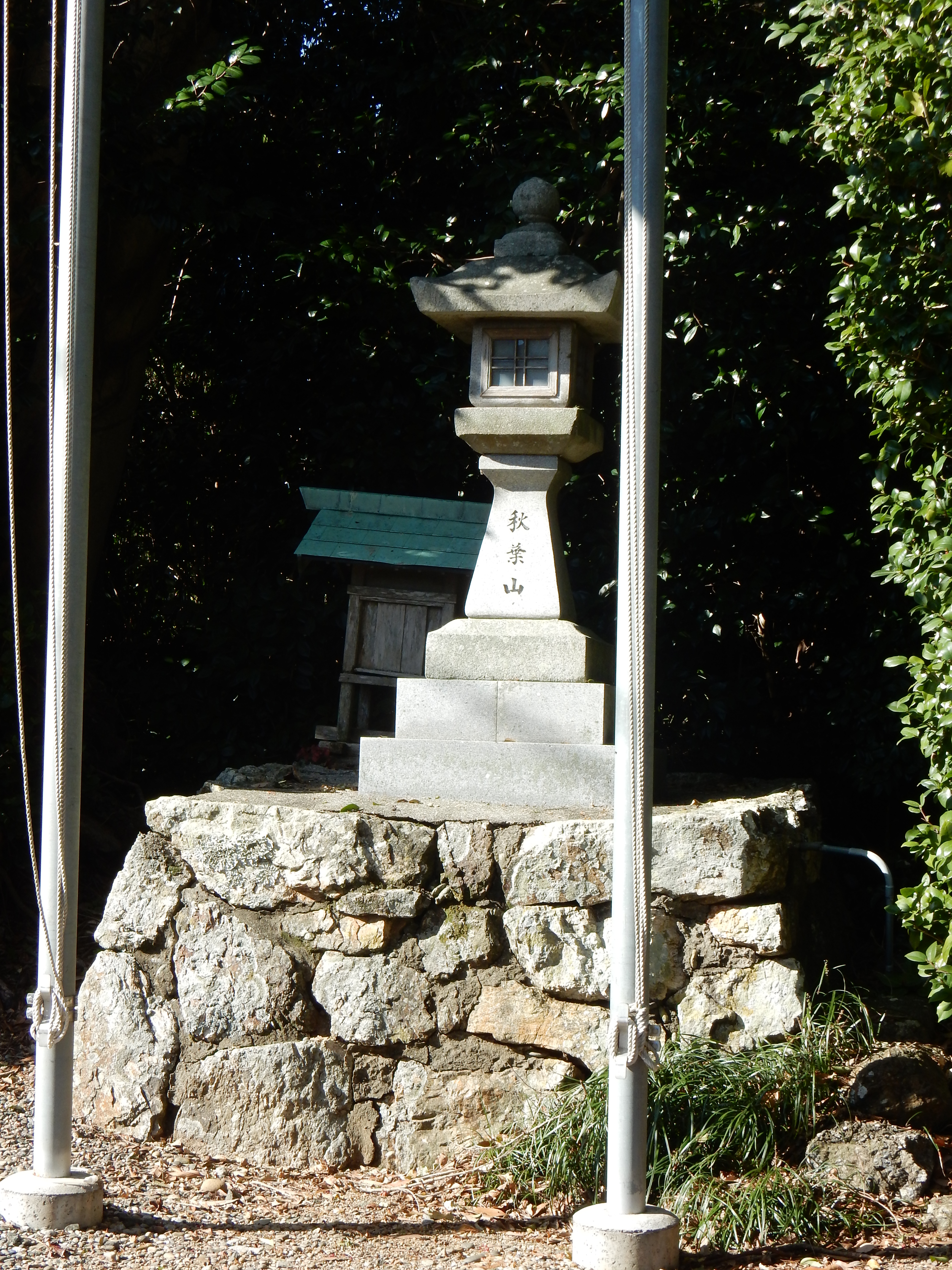
秋葉社。手前の常夜灯に「秋葉社」と刻まれている

創立年は明らかでない。明治4年7月4日（1871年8月19日）、近代社格制度において村社に列した。
現存する社殿は、昭和63年（1988年）に造営された。末社として、秋葉社がある。

## 祭神
『三河国内神明名帳』に「従五位上宝海天神」の記述がある。また、『参河国名所図絵』には「細美御前社、同村にあり細美宮とも云、例祭九月中酉神主神谷氏神明帳に云、従五位上宝美天神坐渥美郡」、元禄元年（1688年）の棟札には「細見御前」とある。
大正2年（1913年）、近隣（現在の保美町）にあった八幡社の祭神・誉田別命を合祀した。

## 文化財
田原市指定文化財
- 宝海天神社瓦経2片（渥美郷土資料館寄託）

「尊勝陀羅尼」と「般若波羅蜜多心経」が表・裏両面に刻まれている。渥美半島の窯である渥美窯を使用して制作されたもので、「尊勝陀羅尼」を刻んだ瓦経の側面には、「聖賢」という僧が経文を刻んだ旨の銘文がある。
元々は保美町に所在した八幡社の社宝であり、大正2年（1913年）に八幡社が宝海天神社に合祀されたことで宝海天神社の社宝となった
。その後、平成13年（2001年）3月23日に田原市指定文化財となっている。